# Bæklampret
Bæklampretten, også Almindelig bæklampret, Lampetra planeri, er en fisk i familien lampretter.
I Danmark er den ynglende, lever i ferskvand og ret almindelig.
Arten er på den danske lister for Habitatdirektivets Bilag II via Habitatbekendtgørelsen.